# 同离子效应
两种含有相同离子的盐（或酸、碱）溶于水时，它们的溶解度（或等效酸度系数）都会降低。这种现象叫做同离子效应。

## 例子
- 醋酸是弱酸，在水中不完全电离，溶液中只有少量的醋酸根离子及氫離子。

HC2H3O2(l) ↔ H+(aq) + C2H3O2−(aq)
- 當在醋酸中加入醋酸钠後，因醋酸钠是强电解质，在水中完全电离。

NaC2H3O2(s) → Na+(aq) + C2H3O2−(aq)
- 根据勒沙特列原理，醋酸钠解离产生的醋酸根离子将抑制醋酸的解离，并将平衡向左移动。溶液的pH将增加，溶液的酸度減少。